# Claude Abbes
Pour les articles homonymes, voir Abbes.
Claude Abbes, né le 24 mai 1927 à Faugères, au hameau de La Caumette, et mort le 11 avril 2008 à Paris (15e arrondissement), est un footballeur français. Il joue au poste de gardien de but du début des années 1950 au début des années 1960. Après avoir débuté en division 2 à l'AS Béziers, il réalise toute sa carrière à l'AS Saint-Étienne avec qui il remporte le championnat de France en 1957 et la coupe de France en 1962.
En équipe de France, il est sélectionné à neuf reprises et participe à deux Coupes du monde en 1954 et en 1958 où la France termine troisième.

## Biographie
Claude Abbes est un fils d'agriculteur d'origine espagnole, il découvre le football et le poste de gardien de but dans les clubs amateurs de Bédarieux puis de Labastide-Rouairoux dans le Tarn. Repéré par le club professionnel de l'AS Béziers, il débute en division 2 en 1950 à l'âge de 23 ans.
En décembre 1952, l'AS Saint-Étienne en grande difficulté en championnat, dernier à la fin des matchs aller, cherche à recruter un nouveau gardien pour remplacer Jacques Ferrière et Michel Jacquin. Pierre Garonnaire contacte alors Claude Abbes qui débute le 28 décembre 1952 à Reims face aux stadistes dans le cadre de la 18e journée du championnat. Avec son nouveau gardien, les Verts ne s'inclinent que quatre fois lors des matchs retour et terminent 11e. L'année suivante, l'AS Saint-Étienne termine cinquième du championnat. Jean Snella prônant un jeu offensif, Claude Abbes devient un gardien n'hésitant pas à sortir dans les pieds des adversaires, il est de plus très sûr dans ses sorties aériennes.
Les performances de Claude Abbes le font appeler en équipe de France et il est sélectionné pour la coupe du monde 1954 qui se déroule en Suisse. Remplaçant de François Remetter, il n'entre pas en jeu lors de cette compétition.
Il remporte son premier trophée avec les Stéphanois en 1955 dans le cadre de la coupe Charles Drago. Le club s'impose 2-0 face à l'UA Sedan-Torcy. Après une quatrième place en championnat en 1956, les Verts remportent pour la première fois de leur histoire le championnat en 1957. Les Stéphanois restent invaincus lors des douze premières journées du championnat et terminent avec la meilleure attaque et la deuxième défense. « Rachid Mekloufi et Kees Rijvers y étaient pour beaucoup. Rachid, dès qu’il touchait le ballon, il accélérait le jeu. Kees, lui, c’était le maître d’orchestre. Jean Snella avait réussi l’amalgame entre les «vieux», un peu plus roublard comme moi, Bill Domingo, François Wicart et les jeunes comme les frères Tylinski, Peyroche, Ferrier, Goujon ou Oleksiak qui avaient été champions de France amateurs la saison précédente » déclare Claude Abbes en 2002. Il remporte en fin de saison le trophée des champions en battant le vainqueur de la coupe de France, le Toulouse 2-1.
La saison suivante, Claude Abbes est sélectionné pour la première fois comme titulaire de l'équipe de France, le 27 octobre 1957, face à la Belgique, dans le cadre des éliminatoires de la coupe du monde 1958. Les deux équipes se séparent sur un match nul (0-0) qui qualifie la France pour la compétition. Un mois plus tard, il connaît sa deuxième sélection à Wembley contre l'Angleterre, le match se conclut sur une lourde défaite 4-0. En championnat, l'AS Saint-Étienne termine septième, les départs conjugués de Mekloufi, Rijvers et Njo Léa ne permettant pas de jouer le titre.
Claude Abbes fait partie du groupe sélectionné pour la coupe du monde 1958 en Suède. Il apprend à Kopparberg, lieu de résidence des Français, la victoire de ses coéquipiers stéphanois en coupe Drago face à l'OGC Nice 2-1. Remplaçant de François Remetter en début de la compétition, il devient titulaire du poste après la défaite des Français contre la Yougoslavie (2-3) lors du deuxième match. Il parvient avec ses coéquipiers en demi-finale de la compétition où il s'incline face au Brésil de Pelé (2-5) puis remporte la troisième place face à la RFA (6-3). Après la coupe du monde, il perd sa place de titulaire au profil de Dominique Colonna et ne porte le maillot bleu qu'à deux autres occasions en fin d'année 1958.
En 1960, toujours sous contrat à Saint-Étienne, il vient renforcer, pour un match de coupe des villes de foires, le voisin lyonnais mais blessé il ne joue que la première mi-temps contre le Cologne XI. De retour à Saint-Étienne, il est finaliste de la coupe de France en 1960 face à l'AS Monaco. Les Stéphanois s'inclinent 4-2 en prolongation après avoir mené 2-1 jusqu'à la 88e minute.
L'année suivante, le club connait la relégation mais en fin de saison, Claude Abbes et ses coéquipiers remportent la coupe de France en battant le FC Nancy (1-0). Il n'encaisse qu'un seul but lors des six matchs de cette compétition. Cette victoire est fêtée par 30 000 personnes au retour à Saint-Étienne. Il dispute son dernier match sous le maillot vert le 29 mai 1962 lors du trophée des champions, les Stéphanois s'imposent 4-3 face au Stade de Reims et Claude Abbes quitte le club sur ce dernier trophée après dix ans passés au club.
Il s'engage alors avec l'UMS Montélimar comme entraîneur-joueur en Championnat de France de football amateur, poste qu'il occupe de 1962 à 1967 puis devient de 1967 à 1970, directeur technique de ce club. 
Il termine en parallèle ses études d'ingénieur et rejoint le CEA de Pierrelatte. Il est, dans ce cadre, à l'origine de la création d'un joint étanche servant dans les navettes spatiales.
À sa retraite, il retourne à Saint-Étienne et occupe un poste au conseil d'administration dirigé par Roger Rocher. Lorsque celui-ci démissionne suite la révélation de l'affaire de la caisse noire, Claude Abbes démissionne également. Il rejoint alors une de ces filles en région parisienne, il meurt le 11 avril 2008.

## Décoration
- Médaille d'honneur de la jeunesse et des sports (1958)[16]

## Palmarès

### En club
- Champion de France en 1957 avec l'AS Saint-Étienne
- Vainqueur de la Coupe de France en 1962 avec l'AS Saint-Étienne
- Vainqueur du Challenge des Champions en 1957 et en 1962 avec l'AS Saint-Étienne
- Vainqueur de la Coupe Charles Drago en 1955 et 1958 (sans jouer la finale) avec l'AS Saint-Étienne
- Finaliste de la Coupe de France en 1960 avec l'AS Saint-Étienne

### EnÉquipe de France
- 9 sélections entre 1957 et 1958
- Participation à la Coupe du Monde en 1954 (Premier Tour) et en 1958 (3e)

## Statistiques

### En club
Le tableau ci-dessous résume les statistiques en match officiel de Claude Abbes durant sa carrière de joueur professionnel.
| Saison                  | Club               | Pays   | Championnat | Championnat | Championnat | Coupes nationales | Coupes nationales | Coupe d'Europe | Coupe d'Europe | Coupe d'Europe | Sélection | Sélection |
| Saison                  | Club               | Pays   | Division    | Matchs      | Buts        | Matchs            | Buts              | Type           | Matchs         | Buts           | Matchs    | Buts      |
| ----------------------- | ------------------ | ------ | ----------- | ----------- | ----------- | ----------------- | ----------------- | -------------- | -------------- | -------------- | --------- | --------- |
| 1950 - 1951             | AS Béziers         | France | Division 2  | 26          | -           | ?                 | ?                 | -              | -              | -              | -         | -         |
| 1951 - 1952             | AS Béziers         | France | Division 2  | 32          | -           | ?                 | ?                 | -              | -              | -              | -         | -         |
| juil.-déc.→ 1952 - 1953 | AS Béziers         | France | Division 2  | 17          | -           | ?                 | ?                 | -              | -              | -              | -         | -         |
| déc.--juin→ 1952 - 1953 | AS Saint-Étienne   | France | Division 1  | 17          | -           | ?                 | ?                 | -              | -              | -              | -         | -         |
| 1953 - 1954             | AS Saint-Étienne   | France | Division 1  | 24          | -           | 1                 | 0                 | -              | -              | -              | -         | -         |
| 1954 - 1955             | AS Saint-Étienne   | France | Division 1  | 24          | -           | 6                 | -                 | -              | -              | -              | -         | -         |
| 1955 - 1956             | AS Saint-Étienne   | France | Division 1  | 28          | -           | 4                 | -                 | -              | -              | -              | 5         | 3         |
| 1956 - 1957             | AS Saint-Étienne   | France | Division 1  | 34          | -           | 3                 | -                 | -              | -              | -              | -         | -         |
| 1957 - 1958             | AS Saint-Étienne   | France | Division 1  | 26          | -           | 5                 | -                 | C1             | 2              | -              | 7         | 0         |
| 1958 - 1959             | AS Saint-Étienne   | France | Division 1  | 28          | -           | 3                 | -                 | -              | -              | -              | 2         | 0         |
| 1959 - 1960             | AS Saint-Étienne   | France | Division 1  | 25          | -           | 5                 | -                 | -              | -              | -              | -         | -         |
| 1960 - 1961             | AS Saint-Étienne   | France | Division 1  | 23          | -           | 2                 | -                 | -              | -              | -              | -         | -         |
| 12 oct.-12 oct.→ 1960   | Olympique lyonnais | France | Division 1  | -           | -           | -                 | -                 | C3             | 1              | -              | -         | -         |
| 1961 - 1962             | AS Saint-Étienne   | France | Division 1  | 30          | -           | 6                 | -                 | -              | -              | -              | -         | -         |
| Total                   | Total              | Total  | Total       | 334         | -           | 35                | -                 | -              | 3              | -              | 9         | -         |